# شمال لیدبری
شمال لیدبری (به انگلیسی: Lydbury North) یک روستا و محله مدنی در بریتانیا است که در Shropshire واقع شده‌است. شمال لیدبری ۶۹۵ نفر جمعیت دارد.